# Gianluca Caprari
Gianluca Caprari (Rome, 30 juli 1993) is een Italiaans voetballer die doorgaans als vleugelspeler speelt. Hij verruilde Internazionale in juli 2017 voor UC Sampdoria.

## Clubcarrière
Caprari komt uit de jeugdopleiding van AS Roma. Hij debuteerde in de UEFA Champions League op 8 maart 2011 tegen het Oekraïense Sjachtar Donetsk. Hij viel in de laatste minuut in voor Simone Perrotta. Het seizoen erna speelde hij beide voorrondewedstrijden in de UEFA Europa League tegen Slovan Bratislava. Hij speelde dat seizoen één competitiewedstrijd. In januari 2012 werd hij uitgeleend aan Pescara, dat toen in de Serie B speelde. In juni 2012 kocht Pescara de helft van de transferrechten van Caprari voor 1,2 miljoen euro. Een jaar later kocht AS Roma hem terug voor 2 miljoen euro.

## Erelijst
Pescara
- Serie B

2011/12
1 Vismara ·
3 Barreca ·
4 Vieira ·
5 Pio Riccio ·
6 Romagnoli ·
7 Bellemo ·
8 Ricci ·
9 Coda ·
10 Tutino ·
11 Pedrola ·
14 Kasami ·
15 Akinsanmiro ·
16 Borini ·
17 Meulensteen ·
18 Venuti ·
20 La Gumina ·
21 Giordano ·
22 Ghidotti ·
23 Depaoli ·
24 Bereszyński  ·
25 Ferrari ·
28 Yepes ·
29 Girelli ·
30 Ravaglia ·
31 Vulikić ·
33 Silvestri ·
43 Ntanda ·
44 Ioannou ·
80 Benedetti ·
84 Sekulov ·
Coach: Sottil
· Assistent-coach: Baronio